# Massacre du Marais des Cygnes

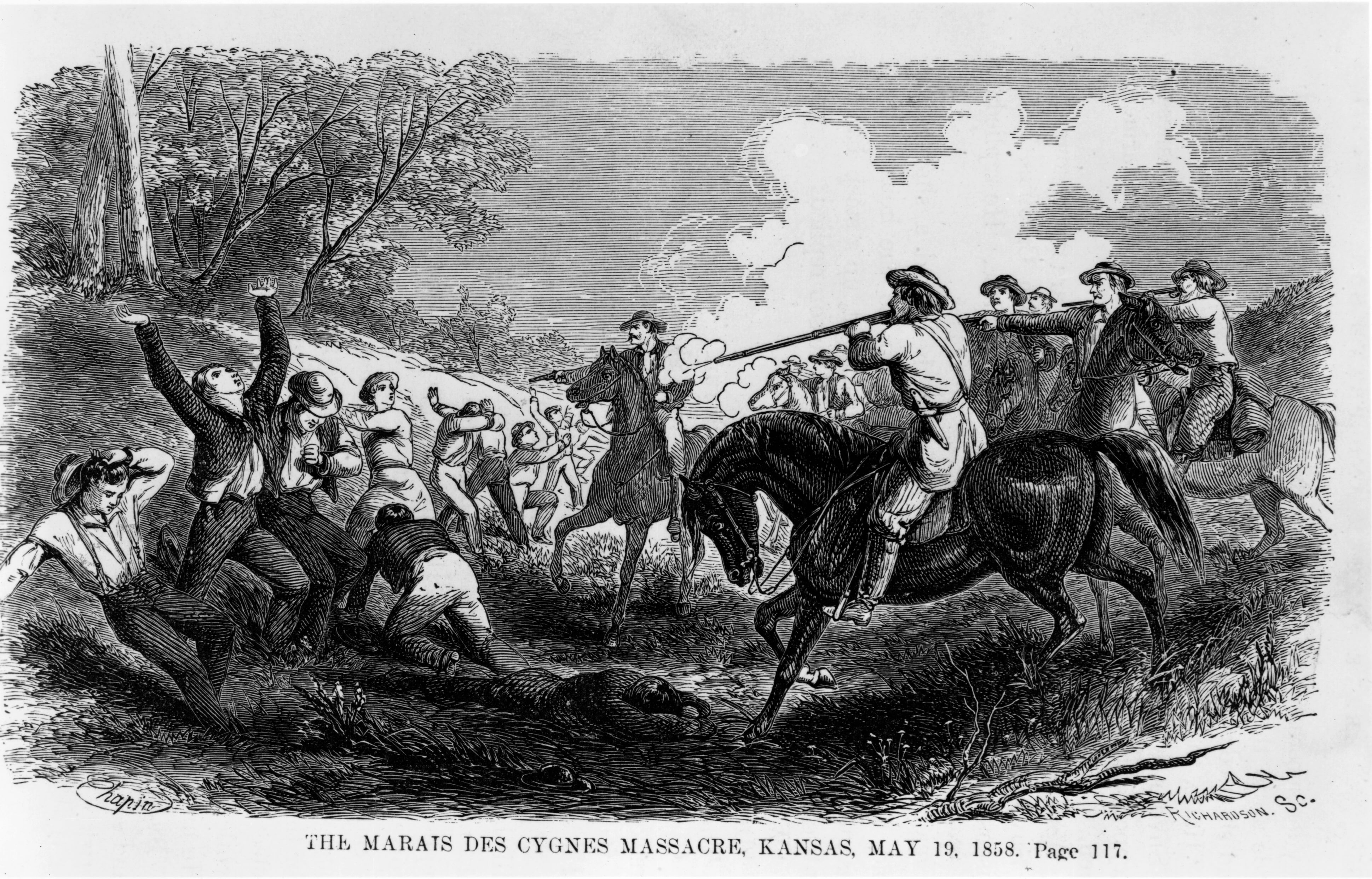
Représentation du massacre

Le massacre du Marais des Cygnes est considéré comme le dernier acte de violence significatif des évènements du Bleeding Kansas avant le début de la guerre de Sécession. Le 19 mai 1858, approximativement trente hommes menés par Charles Hamilton, un pro-esclavagiste natif de la Géorgie, vont dans le Kansas à partir du Missouri. Ils arrivent à Trading Post (Kansas) dans la matinée puis retournent vers le Missouri. Sur leur chemin, ils capturent onze hommes d'opinion abolitionniste, aucun d'eux n'était armé et, il est dit qu'aucun d'eux n'avait participé aux violences qui avaient cours. La plupart d'entre eux connaissaient Hamilton et ne réalisaient pas qu'il leur en voulait. Ces prisonniers furent menés dans un ravin, Hamilton tira la première balle et ordonna à ses hommes de leur tirer dessus. Cinq hommes furent tués.
Un seul des hommes d'Hamilton, William Griffith, fut arrêté puis pendu le 30 octobre 1863. Charles Hamilton retourna en Géorgie, où il mourut en 1880.
L'incident horrifia la nation, et inspira à John Greenleaf Whittier un poème "Le Marais du Cygne", qui parut dans la revue The Atlantic Monthly en septembre 1858.